# Assiminea philippinica
Assiminea philippinica е вид коремоного от семейство Assimineidae. Видът не е застрашен от изчезване.

## Разпространение
Разпространен е в Индонезия (Ява), Малайзия (Саравак), Тайланд и Филипини.